# Dirk van Cranendonck
Dirk van Cranendonck (ca. 1305 - 1399), ook Diederik van Hoerne, heer van Pereweys en van Cranenbourgh, was een zoon van Willem II van Cranendonck en Elisabeth van Steyn.
Hoewel hieromtrent onduidelijkheid bestaat wordt aangenomen dat hij het was die Willem II opvolgde als heer van Cranendonck en Eindhoven, omdat van zijn broer Willem bekend is dat die al als jonge man is gestorven.Stichting van de nederzetting Einhoven viel vermoedelijk binnen de stedenpolitiek van Hertog Hendrik I van Brabant die ertoe diende om de hertogelijke macht in dit omstreeks 1203 verworven randgebied te bevestigen en de handel te bevorderen. Eindhoven lag op het knooppunt van belangrijke handelswegen: van 's-Hertogenbosch naar Luik en van Antwerpen naar Duitsland.
Dirk werd in 1331 benoemd tot pastoor van Binderveld en was dus priester, hetgeen hem toestond om lid te worden van de Illustre Lieve Vrouwe Broederschap te 's Hertogenbosch als "dominus Theodoricus de Craendonck, eques auratus"(guldensporenridder) volgens een transcript van het overlijdensregister 1399. Maar om zijn geslacht voor uitsterven te behoeden trouwde hij met Aleid van Horne, dochter van Willem IV van Horne. Hier was dispensatie voor nodig wegens hun nauwe verwantschap. Het huwelijk bleef echter kinderloos.
Dirk wordt genoemd in het charter Blijde Inkomst dat de nieuwe heersers van het hertogdom Brabant, Johanna van Brabant en Wenceslaus van Luxemburg in 1356 afsloten met de stad Leuven. 
Dirk zou mogelijk een zoon hebben verwekt bij een dochter van Roelof van Emmichoven (ca. 1275 - na 1300), een leenman uit het Land van Altena waar de families Cranendonck en Horne grote belangen hadden. Ook Willem zou diens vader geweest kunnen zijn, maar daarvan is de kans aanmerkelijk geringer. Deze buitenhuwelijkse zoon was Roelof van Cranendonck van Emmichoven (ca. 1340 - ca. 1388), vanaf 1368 pastoor van Maarheeze. In 1386 noemde hij zich raadsheer van de heren van Horne, Altena en Kurtersum (Kortessem?). Roelof had ten minste drie zonen, vermoedelijk bij drie verschillende vrouwen. Zijn zoon Edmond was vermoedelijk in 1455 commandeur van de Maltezer Orde. Zijn zoon Jan (ca. 1385 - na 1453) vestigde zich in Ridderkerk. In een akte wordt hij "de Meijer" genoemd, wat suggereert dat hij in Dordrecht en het Land van Altena de belangen van zijn adellijke neven behartigde. Pastoor Roelof voerde het wapen Horne (drie hoorns) met daarin, ter aanduiding van zijn moeders geslacht Emmichoven (een zijtak van  het geslacht Altena) een vrijkwartier met twee zalmen dat de eerste hoorn afdekt. Jan en zijn nakomelingen zijn dat wapen met kleine variaties blijven gebruiken. Zij werden boer op IJsselmonde en in de Hoeksche Waard, en de naam Cranendonck / Kranendonk komt nog steeds in die streken en elders voor.
Na het overlijden van Dirk gingen de heerlijkheden Cranendonck en Eindhoven over op de geslachten Van Sevenborn, Van Milberg, Van Schoonvorst, Van Horne en Van Egmont om vervolgens aan het huis van Oranje te komen.